# 珊诺拉·汉普顿
珊诺拉·汉普顿（英語：Shanola Hampton，1977年5月27日—）是美国女演员，最知名的是饰演Showtime电视剧无耻之徒 (美国电视剧)中的角色“Veronica Fisher”。汉普顿还是游戏《求生之路2》中Rochelle的面部模特。